# Achalarus
Achalarus este un gen de fluturi din familia Hesperiidae, subfamilia Eudaminae. Speciile sunt întâlnite din estul Statelor Unite până în Venezuela. 

## Specii
- Achalarus albociliatus (Mabille, 1877)
- Achalarus casica (Herrich-Schäffer, 1869)
- Achalarus lyciades (Geyer, 1832)
- Achalarus tehuanaca (Draudt, 1922)
- Achalarus toxeus (Plötz, 1882)